# Marvin Marsh
Marvin Marsh is een personage uit de animatieserie South Park. Zijn stem wordt verzorgd door Trey Parker die onder andere ook verantwoordelijk is voor de stem van opa's kleinzoon Stan Marsh, zijn zoon Randy Marsh, Eric Cartman en Mr. Garrison. De leeftijd van Marvin blijft speculeren, omdat dit nooit evident bekend is gemaakt. Hoewel, in de aflevering 'Death', komt naar buiten dat hij 102 jaar is (dat is hij net geworden, omdat hij in deze aflevering jarig is). Deze aflevering is gemaakt in 1997, er kan dus gezegd worden dat Marvin Marsh 17 september 1895 geboren is.
Typerend aan zijn karakter is dat hij suïcidale neigingen heeft, omdat hij 'op' is (volgens eigen zeggen). Zijn dood verwezenlijken kan hij echter niet alleen en vraagt zijn kleinzoon Stan om hulp. Laatstgenoemde heeft er echter geen zin en besluit zijn opa, zelfs op aandringen van opa, niet te helpen. Opa bedenkt een plan om Stan te laten voelen hoe het is om zich zo te voelen als hij. Opa vraagt Stan om samen met hem een kamer in te gaan, waar hij een liedje van Enya op zet (nummer: Orinoco Flow). Stan raakt in paniek en begrijpt opa maar al te goed. Vanwege de muziek wordt Stan over de streep getrokken om opa te helpen bij zijn suïcidale neiging.
In de aflevering Grey Dawn wordt gezegd dat hij 55 jaar in een staalfabriek heeft gewerkt. Voorts heeft hij in de Tweede Wereldoorlog met gevechtsvliegtuigen over Duitsland gevlogen.

## Lijst waar Marvin Marsh actief is¹
1. An Elephant Makes Love to a Pig (10 september 1997)
2. Death (17 september 1997)
3. Pink Eye (29 oktober 1997)
4. Starvin' Marvin (19 november 1997)
5. Tom's Rhinoplasty (11 februari 1998)
6. Mecha Streisand (18 februari 1998)
7. Cartman's Mom Is a Dirty Slut (25 februari 1998)
8. Cartman's Mom Is Still a Dirty Slut (22 april 1998)
9. Ike's Wee Wee (27 mei 1998)
10. The Mexican Staring Frog of Southern Sri Lanka (10 juni 1998)
11. City on the Edge of Forever (17 juni 1998)
12. Chickenpox (26 augustus 1998)
13. Clubhouses (23 september 1998)
14. Spooky Fish (28 oktober 1998)
15. Merry Christmas Charlie Manson! (9 december 1998)
16. Gnomes (16 december 1998)
17. Prehistoric Ice Man (20 januari 1999)
18. Rainforest, Schmainforest (7 april 1999)
19. Spontaneous Combustion (14 april 1999)
20. The Succubus (21 april 1999)
21. Sexual Harassment Panda (7 juli 1999)
22. Two Guys Naked in a Hot Tub (21 juli 1999)
23. Cartman's Silly Hate Crime 2000 (12 april 2000)
24. Timmy 2000 (19 april 2000)
25. Quintuplets 2000 (26 april 2000)
26. A Very Crappy Christmas (20 december 2000)
27. Cripple Fight (27 juni 2001)
28. Super Best Friends (4 juli 2001)
29. Scott Tenorman Must Die (11 juli 2001)
30. Terrance & Phillip: Behind the Blow (18 juli 2001)
31. Cartmanland (25 juli 2001)
32. Towelie (8 augustus 2001)
33. Osama Bin Laden Has Farty Pants (7 november 2001)
34. How to Eat with Your Butt (14 november 2001)
35. The Entity (21 november 2001)
36. Here Comes the Neighborhood (28 november 2001)
37. Butters' Very Own Episode (12 december 2001)
38. Jared Has Aides (6 maart 2002)
39. Asspen (13 maart 2002)
40. Freak Strike (20 maart 2002)
41. Fun with Veal (27 maart 2002)
42. The New Terrance & Phillip Movie Trailer (3 april 2002)
43. Professor Chaos (10 april 2002)
44. The Simpsons Already Did It (26 juni 2002)
45. Red Hot Catholic Love (3 juli 2002)
46. Bebe's Boobs Destroy Society (17 juli 2002)
47. Child Abduction Is Not Funny (24 juli 2002)
48. A Ladder to Heaven (6 november 2002)
49. The Return of the Fellowship of the Ring to the Two Towers (13 november 2002)
50. The Death Camp of Tolerance (20 november 2002)
51. My Future Self n' Me (4 december 2002)
52. Red Sleigh Down (11 december 2002)
53. Krazy Kripples (26 maart 2003)
54. Toilet Paper (2 april 2003)
55. Fat Butt and Pancake Head (16 april 2003)
56. Lil' Crime Stoppers (23 april 2003)
57. South Park Is Gay (22 oktober 2003)
58. Christian Rock Hard (29 oktober 2003)
59. Butt Out (3 december 2003)
60. Raisins (10 december 2003)
61. It's Christmas in Canada (17 december 2003)
62. Good Times with Weapons (17 maart 2004)
63. Up the Down Steroid (24 maart 2004)
64. The Passion of the Jew (31 maart 2004)
65. The Jeffersons (21 april 2004)
66. Mr. Garrison's Fancy New Vagina (9 maart 2005)
67. Two Days Before the Day After Tomorrow (19 oktober 2005)
68. Smug Alert! (29 maart 2006)
69. Manbearpig (26 april 2006)
70. Make Love, Not Warcraft (4 oktober 2006)
71. Cash For Gold (21 april 2012)
72. PC Principal Final Justice (9 december 2015)
73. Member Beries (15 september 2016)
74. The End of Serialization as We Know It (7 december 2016)